# Анжелика Петтиджон
Анжели́ка Пе́ттиджон (англ. Angelique Pettyjohn; 11 марта 1943, Лос-Анджелес, Калифорния — 14 февраля 1992, Лас-Вегас, Невада) — американская актриса кино и телевидения, исполнительница эротических танцев, «королева бурлеска».

## Биография
Дороти Ли Перринс (настоящее имя актрисы) родилась 11 марта 1943 года в Лос-Анджелесе (штат Калифорния, США), но выросла в городе Солт-Лейк-Сити (штат Юта). С юных лет стала подрабатывать моделью; впервые на широком экране появилась в 15-летнем возрасте, исполнив эпизодическую роль без указания в титрах в малоизвестном фильме «Сабалерос». Спустя три года Анжелика появилась в кино во второй раз: она также исполнила эпизодическую роль без указания в титрах, но уже в фильме, получившем широкое признание — «Призрачная планета». После этого в карьере начинающей актрисы последовал шестилетний перерыв, а с 1967 года Петтиджон вдруг стала очень востребована: за четыре года она снялась в 32 фильмах и сериалах. С 1971 по 1979 года в её кино-карьере вновь наступил перерыв (в это время она активно выступала «вживую» в развлекательных заведениях Лас-Вегаса), а затем с 1979 по 1988 год Анжелика снялась ещё в десяти лентах, и в возрасте 45 лет её карьера актрисы была окончена.
В 1967 году Петтиджон пробовалась на роль Новы в ставшем вскоре культовом фильме «Планета обезьян», но в итоге на эту роль утвердили всё-таки Линду Харрисон — подругу продюсера.
В 1968 Петтиджон снялась в культовом телесериале «Звёздный путь» в эпизоде «Игроки Трискелиона» в роли инопланетянки Шаны, инструктора капитана Кирка по гладиаторскому бою. Несмотря на достаточно мимолётное появление актрисы в сериале, эта её роль оказалась очень яркой: позднее Анжелика эксплуатировала образ Шаны в своих выступлениях и фотографиях.
В 1970-х годах переехала в соседний штат Невада, в город Лас-Вегас, где успешно выступала исполнительницей эротических танцев, получив прозвище «королева бурлеска». Давала представления в таких увеселительных заведениях как Silver Slipper, Planet Hollywood Resort & Casino, Westin Las Vegas. Фото Петтиджон было опубликовано в февральском номере 1979 года журнала Playboy в разделе «Девушки Лас-Вегаса». В течение карьеры также была известна под псевдонимами Хэвен Сент-Джон, Энджел Сент-Джон и просто Анжелика.
Анжелика Петтиджон скончалась 14 февраля 1992 года в Лас-Вегасе от рака шейки матки.

## Избранная фильмография

### Широкий экран
В титрах не указана
- 1961 — Призрачная планета / The Phantom Planet — присяжная
- 1967 — Отель[англ.] / Hotel — стриптизёрша
- 1967 — Руководство для женатого мужчины / A Guide for the Married Man — девушка на бульваре Уилшир
- 1967 — Трудная ночь в Иерихоне[англ.] / Rough Night in Jericho — дама на вечере
- 1968 — Странная парочка[англ.] / The Odd Couple — танцовщица гоу-гоу
- 1968 — Только для холостяков[англ.] / For Singles Only — охотница за апартаментами
- 1968 — А где был ты, когда погас свет?[англ.] / Where Were You When the Lights Went Out? — девушка
- 1969 — Бог любви?[англ.] / The Love God? — модель
- 1979 — Красиво уйти / Going in Style — девушка на столе

В титрах указана
- 1967 — Пикник у моря / Clambake — Глория
- 1968 — Безумный доктор Кровавого Острова[англ.] / The Mad Doctor of Blood Island — Шейла Уиллард
- 1969 — Добро с револьвером[англ.] / Heaven with a Gun — Эмили
- 1970 — Скажи, что ты любишь меня, Джуни Мун / Tell Me That You Love Me, Junie Moon — Мелисса
- 1984 — Конфискатор / Repo Man — жена Конфискатора № 2
- 1984 — Потерянная империя[англ.] / The Lost Empire — «Кнут»
- 1988 — Повелитель скорости и времени[англ.] / The Wizard of Speed and Time — Дора Белэйр[6]

### Телевидение
- 1967 — Зелёный Шершень[англ.] / The Green Hornet — девушка (в эпизоде Corpse of the Year: Part 1)
- 1967 — Бэтмен / Batman — Фелиция Мажески (в эпизоде Target!)
- 1967 — Девушка от Д.Я.Д.И[англ.] / The Girl from U.N.C.L.E. — Кора Сью (в эпизоде The U.N.C.L.E. Samurai Affair)
- 1967 — Напряги извилины / Get Smart — Чарли Уоткинс, продавщица сигарет (в 2 эпизодах)
- 1968 — Звёздный путь / Star Trek — Шана, инструктор капитана Кирка по гладиаторскому бою (в эпизоде The Gamesters of Triskelion[англ.])[3]
- 1969 — Любовь по-американски[англ.] / Love, American Style — девушка в баре (в эпизоде Love and the Modern Wife; в титрах не указана)